# Mario Cimarro
Mario Cimarro (castellà: Mario Antonio Cimarro Paz)  (l'Havana, 1 de juny de 1971) és un actor cubà conegut per interpretar papers importants en telenoveles com Gata Salvaje, Pasión de Gavilanes i El Cuerpo del Deseo.

## Biografia
Els seus pares es diuen Antonio Luis Cimarro i Maria Caridad Paz, té una germana que es diu Maria Antònia.
L'any 1998 va conèixer a l'actriu Natalia Streignard ala telenovela La mujer de mi vida, els dos es varen enamorar i van decidir casar-se l'any següent de que es coneguèssin. On el matrimoni finalitzà l'any 2006, divorciant-se.

## Filmografia

### Telenoveles
- Vuelve temprano (2016-2017), Antonio Avelica.
- Los herederos Del Monte (2011), Juan del Monte.
- Mar de amor (2009-2010), Víctor Manuel Galíndez.
- La traición (2008-2009), Hugo / Alcides de Medina.
- El cuerpo del deseo (2005-2006), Salvador Cerinza / Pedro José Donoso.
- Pasión de gavilanes (2003-2004, 2022), Juan Reyes Guerrero.
- Gata salvaje (2002-2003), Luis Mario Arismendi.
- Más que amor, frenesí (2001), Santiago Guerrero.
- La casa en la playa (2000), Roberto Villarreal.
- Amor latino (2000), Ignacio "Nacho" Domeq.
- La mujer de mi vida (1999), Antonio Adolfo Thompson Reyes.
- La usurpadora (1998), Luciano Alcántara.
- Gente bien (1997), Gerardo Felipe.
- Sentimientos ajenos (1996-1997), Ramiro.
- Acapulco, cuerpo y alma (1995-1996), Ali.

### Programes
- Miss Universo (2005) - JURAT
- Festival Internacional de la Cançó de Viña del Mar (2012) - JURAT
- Baila conmigo Paraguay (2019) - JURAT

### Cinema
- Romeu i Julieta (1996) --- Capulet Bouncer
- The Cuban connection (1996) --- Pablo
- Managua (1997) --- Chico
- Rockaway (2007)
- Puras joyitas (2007)
- Mediterranean Blue (2012)
- The Black Russian (2013)

### Teatre
| Any  | Títol                              |
| ---- | ---------------------------------- |
| 1992 | María Antonia                      |
| 1997 | La importancia de llamarse Ernesto |
| 2002 | Amor salvaje                       |

### Discografia
| Àlbum    | Llançament |
| -------- | ---------- |
| Tu Deseo | 2008       |

## Premis i Nominacions

### Premis ACE
| Any  | Categoria                          | Telenovela              | Resultat  |
| ---- | ---------------------------------- | ----------------------- | --------- |
| 2005 | Millor Actor de Televisió Escènica | El cuerpo del deseo     | Guanyador |
| 1999 | Millor Actor de Televisió Escènica | La mujer de mi vida     | Guanyador |
| 1996 | Primer actor                       | Acapulco, cuerpo y alma | Nominat   |

### Premis Orquídea de l'Associació Orquídea USA
| Any  | Categoria                  | Telenovela          | Resultat  |
| ---- | -------------------------- | ------------------- | --------- |
| 2005 | Millor Actor Internacional | El cuerpo del deseo | Guanyador |

### Altres premis obtinguts
La seva interpretació de Salvador Cerinza en El cuerpo del deseo fou reconeguda per la revista provinent dels Estats Units FAMA.